# Continental Basketball Association 1984-1985
La stagione CBA 1984-85 fu la 39ª della Continental Basketball Association. Parteciparono 14 squadre divise in due gironi.
Rispetto alla stagione precedente si aggiunsero gli Evansville Thunder e i Tampa Bay Thrillers. Gli Ohio Mixers si trasferirono a Cincinnati, diventando i Cincinnati Slammers.

## Squadre partecipanti
- Albany Patroons
- Albuquerque Silvers
- B.S. Bombardiers
- Cincin. Slammers
- Detroit Spirits
- Evansville Thunder
- Lancaster Lightning
- Louisville Catbirds
- Puerto Rico Coquis
- Sarasota Stingers
- Tampa Bay Thrillers
- Toronto Tornados
- Wisconsin Flyers
- Wyoming Wildcat.

## Classifiche

### Eastern Division
| Squadra               | V  | P  | QW    | PTS   |
| --------------------- | -- | -- | ----- | ----- |
| Albany Patroons       | 34 | 14 | 118,5 | 220,5 |
| Tampa Bay Thrillers   | 35 | 13 | 108,0 | 213,0 |
| Lancaster Lightning   | 28 | 20 | 102,5 | 186,5 |
| Toronto Tornados      | 26 | 22 | 101,5 | 179,5 |
| Puerto Rico Coquis    | 27 | 21 | 98,5  | 179,5 |
| Bay State Bombardiers | 20 | 28 | 93,0  | 153,0 |
| Sarasota Stingers     | 21 | 27 | 89,5  | 152,5 |

### Western Division
| Squadra             | V  | P  | QW   | PTS   |
| ------------------- | -- | -- | ---- | ----- |
| Wyoming Wildcatters | 24 | 24 | 99,0 | 171,0 |
| Evansville Thunder  | 23 | 25 | 95,5 | 164,5 |
| Detroit Spirits     | 23 | 25 | 94,0 | 163,0 |
| Wisconsin Flyers    | 21 | 27 | 91,0 | 154,0 |
| Louisville Catbirds | 19 | 29 | 92,5 | 149,5 |
| Cincinnati Slammers | 17 | 31 | 84,0 | 135,0 |
| Albuquerque Silvers | 18 | 30 | 76,5 | 130,5 |

## Play-off

### Semifinali di conference
| 14 marzo | Albany Patroons | 133 – 109 | Toronto Tornados |  |

| 16 marzo | Albany Patroons | 114 – 124 | Toronto Tornados |  |

| 18 marzo | Toronto Tornados | 117 – 105 | Albany Patroons |  |

| 19 marzo | Toronto Tornados | 111 – 123 | Albany Patroons |  |

| 21 marzo | Albany Patroons | 132 – 123 | Toronto Tornados |  |

| 12 marzo | Lancaster Lightning | 95 – 114 | Tampa Bay Thrillers |  |

| 14 marzo | Lancaster Lightning | 101 – 105 | Tampa Bay Thrillers |  |

| 15 marzo | Tampa Bay Thrillers | 107 – 104 (d.1t.s.) | Lancaster Lightning |  |

| 12 marzo | Wyoming Wildcatters | 109 – 97 | Wisconsin Flyers |  |

| 13 marzo | Wyoming Wildcatters | 112 – 101 | Wisconsin Flyers |  |

| 15 marzo | Wisconsin Flyers | 121 – 98 | Wyoming Wildcatters |  |

| 17 marzo | Wisconsin Flyers | 118 – 107 | Wyoming Wildcatters |  |

| 19 marzo | Wisconsin Flyers | 98 – 84 | Wyoming Wildcatters |  |

| 12 marzo | Evansville Thunder | 136 – 139 | Detroit Spirits |  |

| 14 marzo | Evansville Thunder | 150 – 145 | Detroit Spirits |  |

| 16 marzo | Detroit Spirits | 132 – 129 | Evansville Thunder |  |

| 17 marzo | Detroit Spirits | 173 – 145 | Evansville Thunder |  |

### Finali di conference
| 24 marzo | Tampa Bay Thrillers | 144 – 129 | Albany Patroons |  |

| 27 marzo | Tampa Bay Thrillers | 100 – 113 | Albany Patroons |  |

| 28 marzo | Albany Patroons | 90 – 93 | Tampa Bay Thrillers |  |

| 30 marzo | Albany Patroons | 118 – 113 | Tampa Bay Thrillers |  |

| 31 marzo | Albany Patroons | 89 – 93 (d.1t.s.) | Tampa Bay Thrillers |  |

| 21 marzo | Detroit Spirits | 121 – 113 | Wisconsin Flyers |  |

| 22 marzo | Detroit Spirits | 122 – 107 | Wisconsin Flyers |  |

| 24 marzo | Wisconsin Flyers | 126 – 133 | Detroit Spirits |  |

### Finale CBA
| 2 aprile | Detroit Spirits | 119 – 123 | Tampa Bay Thrillers |  |

| 4 aprile | Detroit Spirits | 146 – 139 | Tampa Bay Thrillers |  |

| 8 aprile | Tampa Bay Thrillers | 127 – 106 | Detroit Spirits |  |

| 10 aprile | Tampa Bay Thrillers | 134 – 132 | Detroit Spirits |  |

| 11 aprile | Tampa Bay Thrillers | 103 – 107 | Detroit Spirits |  |

| 13 aprile | Detroit Spirits | 122 – 111 | Tampa Bay Thrillers |  |

| 14 aprile | Detroit Spirits | 105 – 109 | Tampa Bay Thrillers |  |

### Tabellone
|  | Semifinali di conference | Semifinali di conference | Semifinali di conference |           |           | Finali di conference | Finali di conference | Finali di conference |  |  | Finale CBA | Finale CBA | Finale CBA |  |
|  |                          |                          |                          |           |           |                      |                      |                      |  |  |            |            |            |  |
|  | 1e                       | Albany                   | 3                        |           |           |                      |                      |                      |  |  |            |            |            |  |
|  | 1e                       | Albany                   | 3                        |           |           |                      |                      |                      |  |  |            |            |            |  |
|  | 4e                       | Toronto                  | 2                        |           |           |                      |                      |                      |  |  |            |            |            |  |
|  | 4e                       | Toronto                  | 2                        |           | 1e        | Albany               | 2                    |                      |  |  |            |            |            |  |
|  |                          |                          |                          |           | 1e        | Albany               | 2                    |                      |  |  |            |            |            |  |
|  |                          |                          | 2e                       | Tampa Bay | 3         |                      |                      |                      |  |  |            |            |            |  |
|  | 3e                       | Lancaster                | 2e                       | Tampa Bay | 3         | 0                    |                      |                      |  |  |            |            |            |  |
|  | 3e                       | Lancaster                |                          |           |           |                      |                      |                      |  |  |            |            |            |  |
|  | 2e                       | Tampa Bay                | 3                        |           |           |                      |                      |                      |  |  |            |            |            |  |
|  | 2e                       | Tampa Bay                | 3                        |           | Tampa Bay | Tampa Bay            | 4                    |                      |  |  |            |            |            |  |
|  |                          |                          |                          |           |           |                      |                      |                      |  |  |            |            |            |  |
|  |                          |                          | Detroit                  | Detroit   | 3         |                      |                      |                      |  |  |            |            |            |  |
|  | 2w                       | Evansville               | Detroit                  | Detroit   | 3         | 1                    |                      |                      |  |  |            |            |            |  |
|  | 2w                       | Evansville               |                          |           |           |                      |                      |                      |  |  |            |            |            |  |
|  | 3w                       | Detroit                  | 3                        |           |           |                      |                      |                      |  |  |            |            |            |  |
|  | 3w                       | Detroit                  | 3                        |           | 3w        | Detroit              | 3                    |                      |  |  |            |            |            |  |
|  |                          |                          |                          |           | 3w        | Detroit              | 3                    |                      |  |  |            |            |            |  |
|  |                          |                          | 4w                       | Wisconsin | 0         |                      |                      |                      |  |  |            |            |            |  |
|  | 4w                       | Wisconsin                | 4w                       | Wisconsin | 0         | 3                    |                      |                      |  |  |            |            |            |  |
|  | 4w                       | Wisconsin                |                          |           |           |                      |                      |                      |  |  |            |            |            |  |
|  | 1w                       | Wyoming                  | 2                        |           |           |                      |                      |                      |  |  |            |            |            |  |

## Vincitore
| Campione CBA 1985               |
| ------------------------------- |
| Tampa Bay Thrillers (1º titolo) |

## Statistiche
| Categoria             | Giocatore       | Squadra               | Stat |
| --------------------- | --------------- | --------------------- | ---- |
| Punti per gara        | Dwight Anderson | Albuquerque Silvers   | 26,4 |
| Rimbalzi per gara     | Geoff Crompton  | Puerto Rico Coquis    | 13,6 |
| Assist per gara       | Del Beshore     | Wyoming Wildcatters   | 10,0 |
| Palle rubate per gara | Joe Dawson      | Bay State Bombardiers | 2,5  |
| Stoppate per gara     | Kirk Richards   | Bay State Bombardiers | 3,7  |
| FG%                   | Sam Mosley      | Wyoming Wildcatters   | 61,0 |
| FT%                   | Robert Smith    | Toronto Tornados      | 93,2 |

## Premi CBA
- CBA Most Valuable Player: Steve Hayes, Tampa Bay Thrillers
- CBA Coach of the Year: Phil Jackson, Albany Patroons
- CBA Newcomer of the Year: Don Collins, Lancaster Lightning
- CBA Rookie of the Year: Eric Turner, Detroit Spirits
- CBA Executive of the Year: Jeff Gordon, Wyoming Wildcatters
- CBA Playoff MVP: Freeman Williams, Tampa Bay Thrillers
- All-CBA First Team
  - Robert Smith, Toronto Tornados
  - Jose Slaughter, Wisconsin Flyers
  - Steve Hayes, Tampa Bay Thrillers
  - Joe Dawson, Bay State Bombardiers
  - Don Collins, Lancaster Lightning
- All-CBA Second Team
  - Lowes Moore, Albany Patroons
  - Linton Townes, Tampa Bay Thrillers
  - Joe Cooper, Lancaster Lightning
  - Rick Lamb, Wyoming Wildcatters
  - Ralph McPherson, Albany Patroons
- CBA All-Defensive First Team
  - Jose Slaughter, Wisconsin Flyers
  - Clinton Wheeler, Albany Patroons
  - Steve Hayes, Tampa Bay Thrillers
  - Larry Lawrence, Puerto Rico Coquis
  - Joe Dawson, Bay State Bombardiers
- CBA All-Defensive Second Team
  - Robert Smith, Toronto Tornados
  - Lowes Moore, Albany Patroons
  - Charles Jones, Tampa Bay Thrillers
  - Ralph McPherson, Albany Patroons
  - Derrick Rowland, Albany Patroons